# Rennes du père Noël

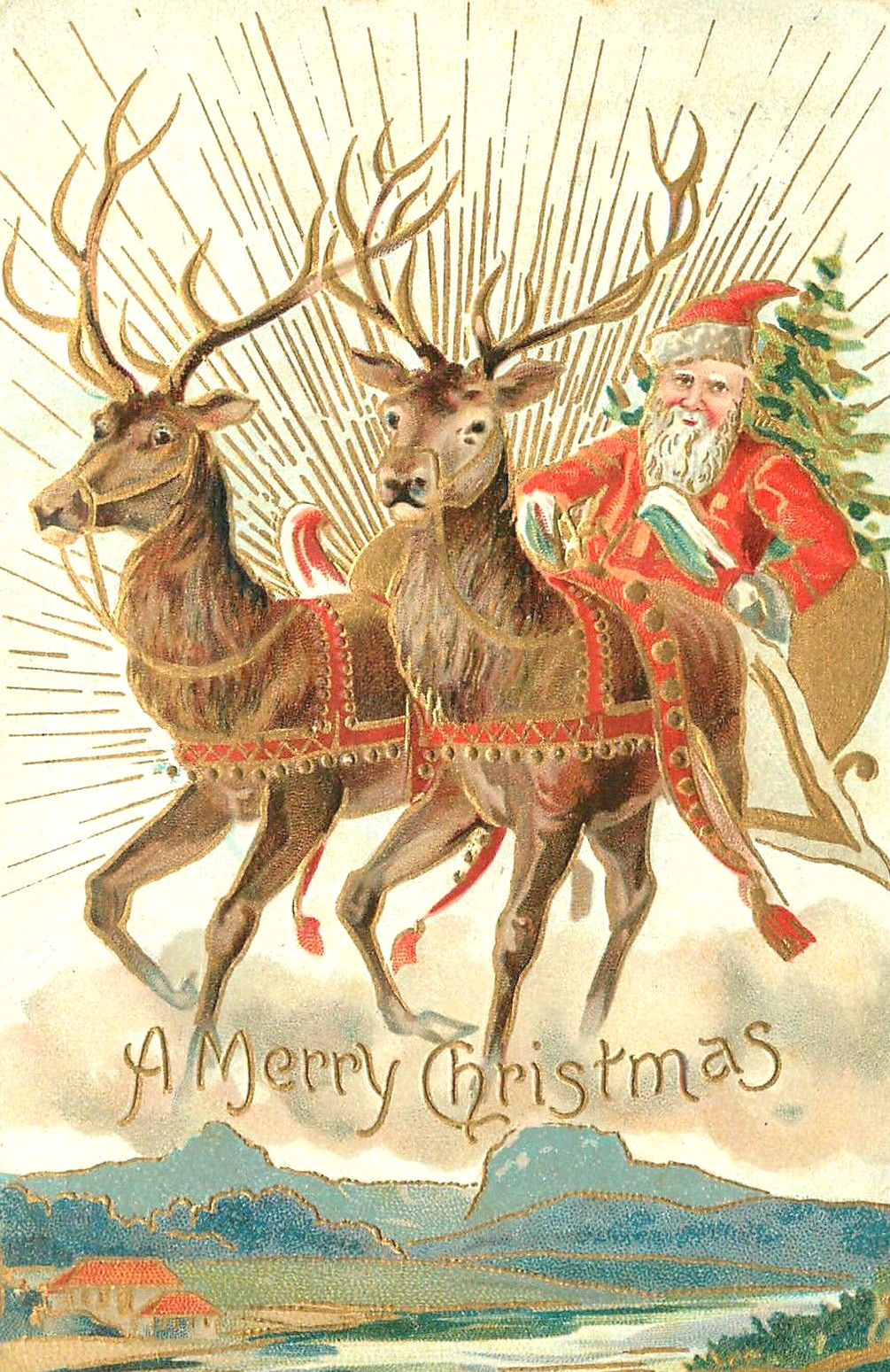
Carte de vœux datant de 1907.

Dans la culture populaire occidentale, les rennes du père Noël sont les cervidés qui tirent le traîneau du père Noël lorsqu'il distribue les cadeaux.

## Saint Nicolas l'ancêtre du père Noël
Le père Noël est un personnage légendaire lié à la fête de Noël. Il est issu de la transformation du personnage de saint Nicolas qui, dans sa légende, ne connaissait pas les rennes, car il n'habitait pas près du Cercle polaire. Quand il venait aux Pays-Bas, il arrivait en bateau et quand il venait en Lorraine il chevauchait soit un âne, soit une ânesse, soit une bourrique (que certains appelaient Balaam),,.

## Apparition aux États-Unis
En 1821, un poème anonyme, intitulé Old Santeclaus with Much Delight et publié par William Gilley, imprimeur à New York, dans le livre A New-Year's Present to the Little Ones from Five to Twelve, mentionne un personnage inspiré de Saint Nicolas (nommé « Santeclaus ») menant un traineau tiré par un unique renne, :

« Avec beaucoup de joie, le bon Santa Claus dirigeait son renne dans cette nuit givrée,. »

En décembre 1823, un autre poème publié anonymement, A Visit from St. Nicholas (« Une visite de St Nicolas »), également connu sous le nom de The Night Before Christmas (« La Nuit avant Noël ») et attribué à Henry Livingston Junior ou à Clement Clarke Moore, décrit un vieil homme conduisant un petit traineau tiré par huit petits rennes, et donne un nom à chacun :

« But a miniature sleigh, and eight tiny reindeer,

With a little old driver, so lively and quick,

I knew in a moment it must be St. Nick.

More rapid than eagles his coursers they came,

And he whistled, and shouted, and call'd them by name:

"Now! Dasher, now! Dancer, now! Prancer and Vixen,

"On! Comet, on! Cupid, on! Donner and Blitzen; »

## Les huit rennes initiaux[7]

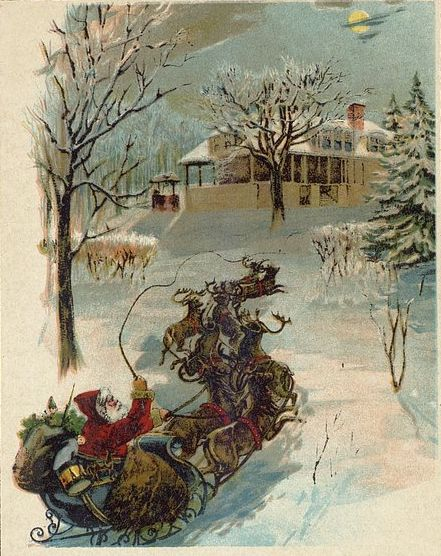
Le père Noël et ses rennes, d'après une illustration de A Visit from St. Nicholas (1870).

Ils sont probablement tous de sexe féminin. 
En effet, les rennes mâles perdent leur bois durant la période hivernale (en italique et entre parenthèses, les noms de la version originale en anglais) : 
- Tornade (Dasher) : le plus rapide ;
- Danseur (Dancer) : le plus gracieux ;
- Furie (Vixen) : le plus puissant ;
- Fringant (Prancer) : le plus beau ;
- Comète (Comet) : il apporte le bonheur aux enfants ;
- Cupidon (Cupid) : il apporte l'amour aux enfants ;
- Tonnerre (Donner, parfois écrit Dunder ou Donder) : le plus fort ;
- Éclair (Blitzen, parfois écrit Blixem ou Blixen) : il apporte la lumière.

## Le renne au nez rouge

Rudolph, le renne au nez rouge.

Rudolph le renne au nez rouge apparaît en 1939, dans une histoire de Robert L. May, puis dans une chanson, Rudolph the Red-nosed Reindeer écrite par Johnny Marks en 1949. Selon le mythe, grâce à son nez rouge lumineux, il guide le père Noël et lui permet d'effectuer sa tournée malgré la neige et le brouillard.

## Les noms des rennes en plusieurs langues
| Français | Espagnol  | Anglais | Italien      | Portugais | Allemand | Danois   | Hongrois | Finlandais | Latin     | Grec      |
| -------- | --------- | ------- | ------------ | --------- | -------- | -------- | -------- | ---------- | --------- | --------- |
| Tornade  | Vondín    | Dasher  | Fulmine      | Corredora | Dasher   | Sprinter | Táltos   | Juoksija   | Tellum    | Βέλος     |
| Danseur  | Danzarín  | Dancer  | Ballerina    | Dançarina | Dancer   | Danser   | Táncos   | Tanssija   | Saltatrix | Ορχηστρίς |
| Fringant | Saltador  | Prancer | Saltarellino | Empinador | Prancer  | Smukke   | Pompás   | Siro       | Acrobates | Άκροβάτης |
| Furie    | Juguetón  | Vixen   | Freccia      | Raposa    | Vixen    | Konge    | Csillag  | Leikkisä   | Solers    | Πανούργος |
| Comète   | Cometa    | Comet   | Cometa       | Cometa    | Comet    | Komet    | Üstökös  | Komeetta   | Cometes   | Κομήτης   |
| Cupidon  | Cupido    | Cupid   | Cupido       | Cupido    | Cupid    | Amor     | Íjas     | Amor       | Cupido    | Ἔρως      |
| Tonnerre | Trueno    | Donner  | Tuono        | Trovão    | Donner   | Torden   | Ágas     | Ukkonen    | Tonitrus  | Βροντή    |
| Éclair   | Relámpago | Blitzen | Lampo        | Relámpago | Blitzen  | Lyn      | Villám   | Salama     | Fulgur    | Άστραπή   |
| Rudolph  | Rodolfo   | Rudolph | Rodolfo      | Rodolfo   | Rudolph  | Rudolf   | Rudolf   | Rudolph    | Rudolphus | Ροδόλφος  |